# アレクサンダー・バッカン (気象学者)

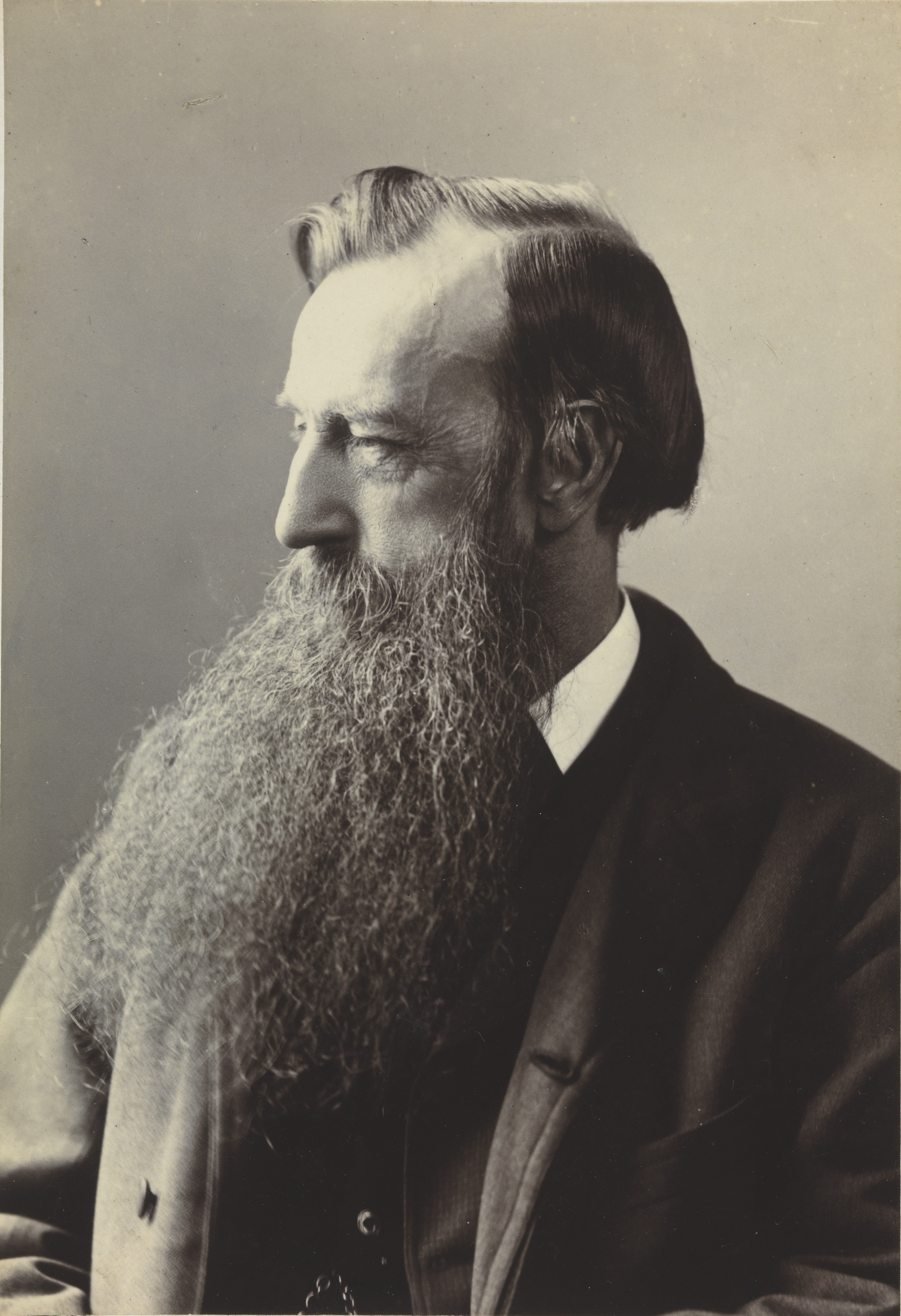
アレクサンダー・バッカン

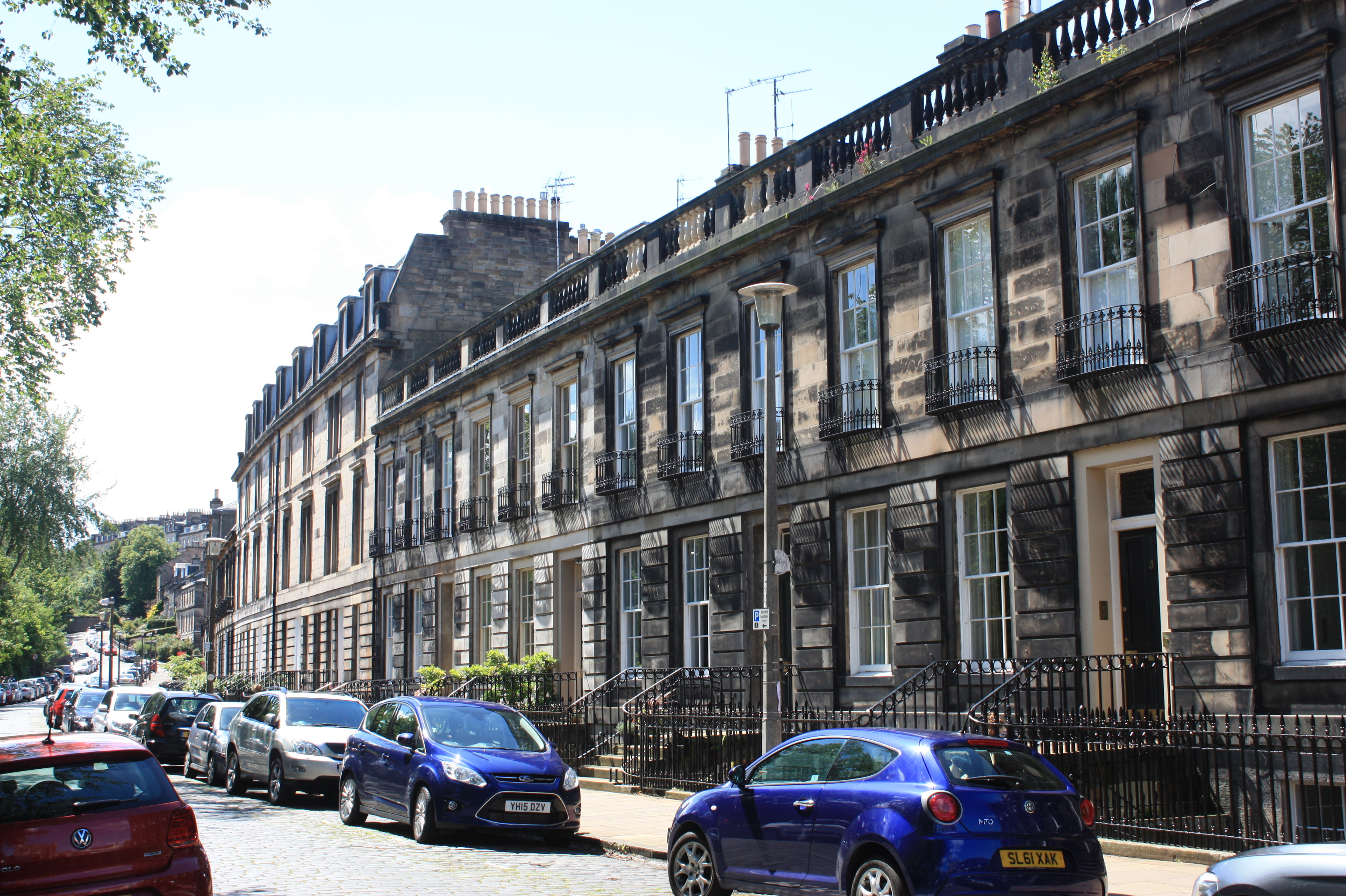
アレクサンダー・バッカンの本拠地、エジンバラのディーンテラス

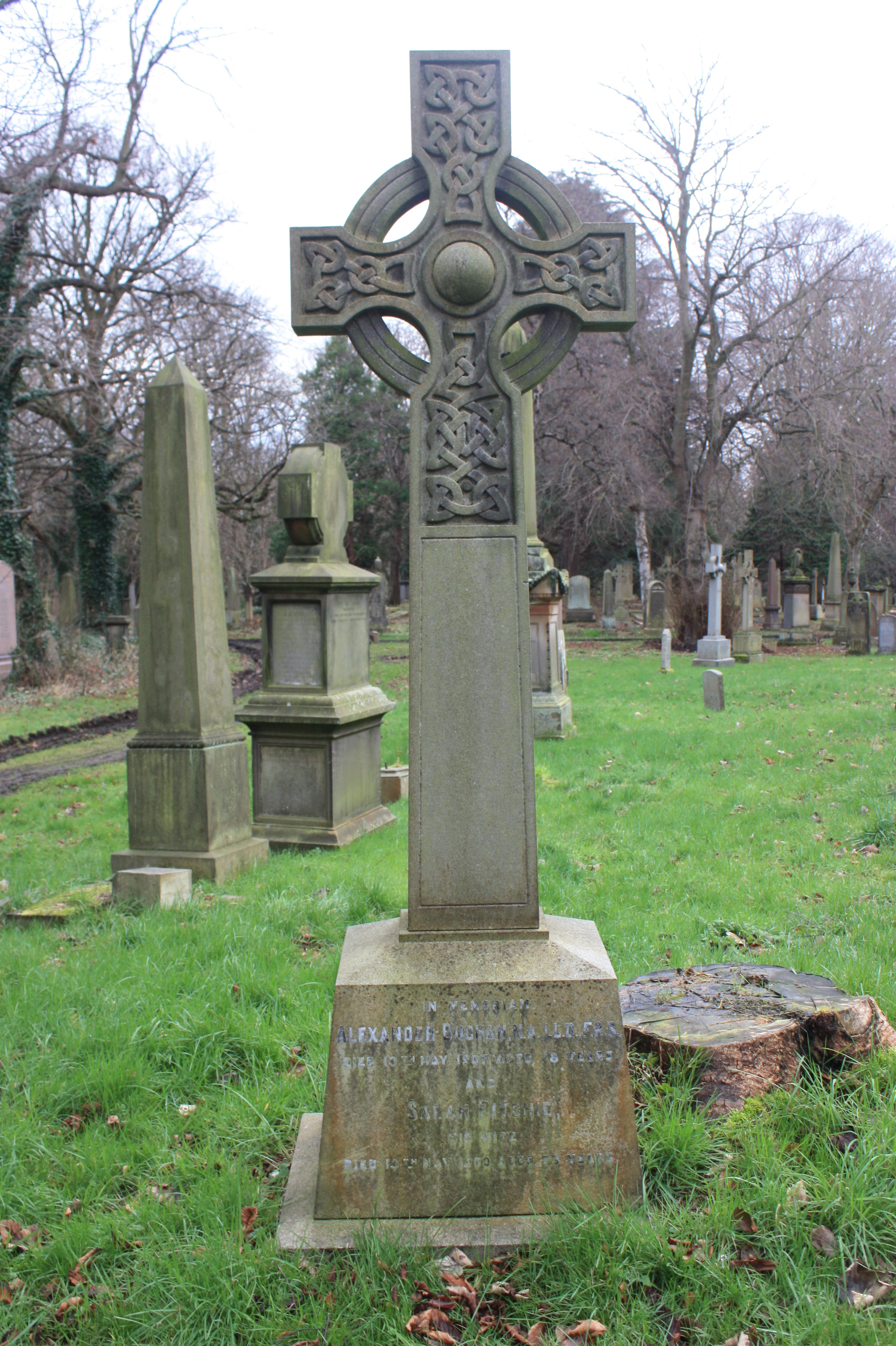
アレクサンダー・バッカンの墓、ワリストン墓地、エジンバラ

アレクサンダー・バッカン（Alexander Buchan、1829年4月11日 - 1907年5月13日）は、イギリスの気象学者、海洋学者、植物学者。
現代の天気予報の基礎として天気図を確立したことで知られている。彼はまた、Buchan Spells の理論を提案した。

## 生涯と業績
バッカンは1829年にリーブン湖の北側にあるキネスウッドで、織工である父アレクサンダー・バッカンと母マーガレット・デイ・ヒルの間に生まれた。エジンバラのフリーチャーチ・カレッジとエジンバラ大学で教育を受けた。
スコットランド気象学会の事務局長を47年間勤め上げ、また、1860年から亡くなるまで、彼はスコットランド気象学会誌の編集長、英国気象庁の評議会委員、哲学学会の図書館学芸員を勤めた。ベンネビス天文台の設立にも尽力した。さらに、チャレンジャー号探検隊に気象担当学術委員として参加して、トーマス・ティザートとともに気象および海洋学のレポートを作成した。
1870年にエジンバラ植物学会の会長に選出された。その後、エジンバラ・セカンド・ニュータウンにある72ノーサンバーランド通りに住んだ。
1868年に哲学学会のフェローに選出され、1878年から学芸員職を1906年まで務めた。また、1906年から1907年にかけて副会長を務めた。
1873年9月にウィーンで開催された世界気象会議において中心的役割を果たした。世界的な気象観測協力の必要性を認め、スコットランド気象協会は清国政府と明治政府に技術支援をする協定を結んだ。
1876年にマクドゥガル-ブリスベン賞を、1893年に哲学学会のガニングビクトリアジュビリー賞を受賞した。1898年にロンドン王立学会のフェローに選出された。彼は1902年に英国王立気象学会のサイモンズ・ゴールドメダルを最初に受賞した。
1907年5月13日にエジンバラのストックブリッジにある2ディーンテラスの自宅で亡くなり、市の北部にあるワリストン墓地に埋葬された。彼の墓を示すケルト十字は、中央の金庫室の端にあるジェームズ・ヤング・シンプソンへの記念碑の南50mの小道の交差点の近くに立つ。彼の英国王立気象学会での役割は、アンドリュー・ワットに引き継がれた。
彼の名誉に因んで名付けられたバッカン賞は1921年にスコットランド気象学会とロイヤル気象学会が合併したことを記念して設立された。また、ローリー島のバッカン・ベイという地名は彼に因んで名付けられた。

## 出版物
- 大気循環
- 気象学便覧 (1867年)
- 気象学入門教科書 (1871年)
- ブリタニカ百科事典 第9版「雰囲気」 (1875年)

## 家族
1864年に彼はサラリッチー (- 1900) と結婚した。